# Die Werefkin im Profil
Die Werefkin im Profil ist seit 1983 der Titel eines Gemäldes, das der deutsch-russische Künstler Alexej Jawlensky um 1905 malte. Das Werk gehört zum Bestand der Fondazione Marianne Werefkin (Museo Comunale d’arte Moderne) in Ascona. Das Gemälde ist nicht verzeichnet in Jawlenskys Werkverzeichnis.

## Technik und Maße
Das Ölgemälde auf Karton hat die Maße 70,6 × 45,5 cm. Das Porträt ist weder signiert noch datiert. Auf der Rückseite gibt es keine Beschriftung.

## Ikonographie und Stil
Dargestellt ist die Werefkin als Bruststück in strenger Seitenansicht nach links gerichtet. Profilansichten gibt es bei Jawlensky bis 1914 nur selten. Das Gemälde entstand um 1905 unter dem stilistischen Einfluss von Vincent van Gogh   vor der langen Frankreichreise, die Werefkin mit Jawlensky, seinem Sohn Andreas und der Köchin Helene 1906 unternahm. Es lässt sich mit weiteren seiner Arbeiten aus dieser Zeit vergleichen. Das Bild zeichnet sich durch eine außerordentliche Farbintensität aus. Bemerkenswert ist die Art, wie Jawlensky verschiedene Farben unvermischt gleichzeitig mit ein und demselben Pinsel aufnahm und sie in einzelnen Malakten neben- und übereinander setzte.
Im Stirnhaar und im Ärmel der Werefkin haben die Farbflecken Häkchenform, im Gesicht und am Hals sind sie fast gerade. Der Hintergrund ist flächig und hat keine Tiefe. Jawlensky belebte ihn mit blaugrünen kurzen Farbstrichen und lamettaartigen Aufhellungen. Einen Hintergrund in dieser Weise zu gestalten hat sich Jawlensky bei van Gogh abgeschaut, der seinerseits auf die japanische Holzschnittkunst zurückgriff. Hier handelt es sich um eine Imitation von japanischem Krepp, den der Holländer in den fernöstlichen Drucken so sehr bewunderte und in seinen eigenen Bildern zur Strukturierung flächiger Hintergründe mehrfach nachahmte.

## Ausstellungen

### 1958/1959
Clemens Weiler hatte 1958 die erste Werefkin-Ausstellung nach dem Zweiten Weltkrieg mit 58 Exponaten aus Leihgaben der Fondazione Marianne Werefkin und aus dem Besitz von Alexander von Werefkin zusammengestellt. Die Ausstellung ging bis 1959 auf Tournee. Sie wurde von Museen über Kunstvereine und Kunsthallen weitergereicht. Die einzelnen Stationen waren Wiesbaden, Bonn, Frankfurt, München, Bremen, Wuppertal, Baden-Baden und Dortmund.
Zwei Selbstbildnisse wies der Katalog damals aus. Selbstbildnis I war als Cover in Farbe abgebildet. 1963 wurde das Gemälde vom Lenbachhaus erworben. Das Selbstbildnis II – das einzige Ölbild in der Ausstellung – wurde im Katalog mit einer s/w-Abbildung gezeigt. Es wurde nicht als von Jawlensky stammend erkannt, obwohl der Katalog die Auskunft gab: „Marianne von Werefkin hat von 1902 ab nur noch in Tempera-Technik gemalt.“

### 1961
Das Kunstmuseum Winterthur richtete 1961 die Ausstellung „Der Blaue Reiter und sein Kreis“ aus. Das Selbstbildnis II wurde wiederum fälschlicherweise als ein Bild der Werefkin präsentiert. Das Entstehungsdatum wurde kurioserweise mit „1917“ angegeben.

### 1983
Die Kunst Jawlenskys gelangte erst 1983 ins allgemeine Bewusstsein einer breiten Öffentlichkeit durch eine Retrospektive. Diese wurde vom Münchner Lenbachhaus mit über 250 Katalognummern organisiert und an die Staatliche Kunsthalle Baden-Baden weitergereicht. Als Katalog-Nummer 22 debütierte Die Werefkin im Profil mit korrekter Zuschreibung an Jawlensky. Als Entstehungsdatum wurde die Zeit „um 1905“ ermittelt, das sich aus einem Terminus ante quem und einem Terminus post quem ergab.

### 2002
Das Schloßmuseum Murnau zeigte 2002 die Ausstellung „Marianne von Werefkin in Murnau, Kunst und Theorie, Vorbilder und Künstlerfreunde.“ Das Schloßmuseum stellte eine Anfrage an die VG Bild-Kunst in Bonn, ob das Alexej von Jawlensky-Archiv in Locarno urheberrechtliche Bedenken gegen eine Präsentation des Bildes Die Werefkin im Profil in der Ausstellung hege. Die VG Bild-Kunst antwortete: Die Genehmigung „kann nicht erteilt werden, da dieses Werk – nach Auskunft des Nachlasses – nicht mit Sicherheit dem Künstler Alexej von Jawlensky zugeschrieben werden kann!“ Man ging einen Kompromiss ein, indem man die Abbildung im Katalog mit einem Fragezeichen „(?)“ versah.

### 2014
12 Jahre später – 2014 –  stellte das Museums Wiesbaden in seiner Ausstellung „Horizont Jawlensky 1900–1914, Alexej von Jawlensky im Spiegel seiner Begegnungen“ auch das Gemälde „Die Werefkin im Profil“ aus. Der Herausgeber stellte mit Titel, ganzseitiger Farbabbildung und deren Datierung im Katalog klar, dass den Erkenntnissen des Lenbachhauses von 1983 zu folgen ist.